# Running Man
Running Man (en hangul, 런닝맨; romanización revisada, Leonning Maen) es un espectáculo de variedades de Corea del Sur que se transmite desde el 11 de julio de 2010 a través de SBS. El programa forma parte de la formación de "Good Sunday".
El programa fue creado por Jo Hyo-jin, Kim Joo-hyung y Im Hyung-taek. El 11 de julio de 2020 el programa celebró su 10° aniversario.
En julio de 2021 se anunció que el 11 de julio del mismo año el programa rompería el récord de ser el programa de variedades de televisión coreano de mayor duración en la historia. En agosto del mismo año, el programa había superado a Infinite Challenge de la MBC para convertirse en el programa de variedades coreano con mayor duración.

## Miembros
El elenco original de Running Man estuvo conformado por: los comediantes y presentadores Yoo Jae-suk y Ji Suk-jin, el cantante Kim Jong-kook, el artista Ha-ha, el artista-actor Lee Kwang-soo, el actor Song Joong-ki y el cantante-rapero Gary, la actriz Song Ji-hyo quien originalmente fue invitada para los episodios del 2 al 5, para el sexto episodio se unió oficialmente al elenco principal del programa aunque no pudo aparecer hasta el episodio n.º 7. El 3 de abril de 2017 se anunció que Yang Se-chan y Jeon So-min se unirían al elenco de Running Man como "Compañeros de Running".

### Miembros actuales

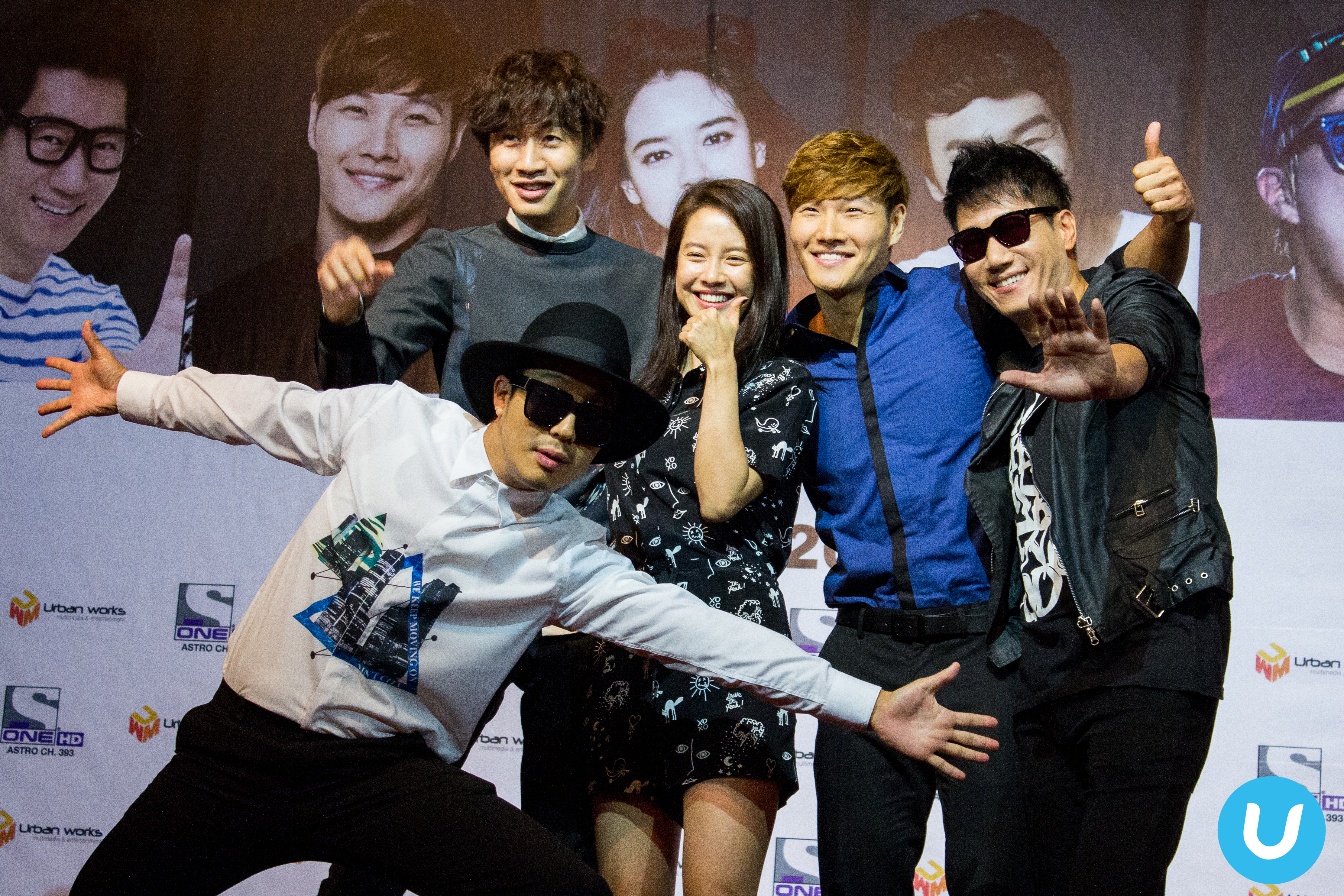
El elenco de Running Man: Ha-ha (de blanco), Lee Kwang-soo (de negro), Song Ji-hyo (mujer), Kim Jong-kook (de azul) y Ji Suk-jin en Malasia en 2014.

| Artista       | Apodos | Color       | Episodios                                      |
| ------------- | --- | ----------- | ---------------------------------------------- |
| Yoo Jae-suk   | Yoo-ruce Willis (유르스 윌리스) Yoo Hyuk (유혁) Yoo-mes Bond (유임스 본드) Grasshopper (메뚜기) Cicadanem (매미넴) Ddakji King (딱지왕) Yoda (요다) Grasshopper King (뚜기왕) Janny (재니) Ladle (국자) Love Expert (연애고수) Kwang-soo's Love Coach (광수의 연애코치) Small Yoo Jae Suk (작은 유재석) Yoomerang (유메랑) Troublemaker (사고뭉치) Goblin (고블린) Goofball (멍청이) Ugly Man (못생긴 사람) | Verde       | 1 – presente                                   |
| Ha-ha         | Haroro (하로로) Roro (로로) Penguin (펭귄) Playboy (난봉꾼) Kid (꼬마) Schemer (모사꾼) Ha-Rad Pitt (하래드 피트) Octopus (주꾸미) Spaghetti (스파게티) Speed (스피드) King of Nonsense (넌센스의 왕) Ha Pills (하알약) Se-chan's Hero (세찬의 헤로) Ha Pills (하알약) Sheriff (보안관) New Identity (새로운 정체성) Mapo Cotton Punch (마포 코튼 펀치) | Amarillo    | 1 – presente                                   |
| Ji Suk-jin    | Big Nose (왕코) Impala (임팔라) Race Starter (레이스 스타터) Yoo Jae Suk's Sunflower (유재석 의 해바라기) Celebrity Paparazzi (연예인파파라치) Suk-ja (석자) Ji-dolph (지돌프) Power (파워) Third-wheel (세번째 바퀴) Ji Suk-jin Game (지석진 게임) Sinsa-dong Mudfish (신사동이어) Awkward Ji (지석바리) Sandpiper (사포귀) Sturgeon (철갑 상어) Mr. Sweet (미스터 스위트) Suyu-ri's Honey Punch (수유리의 허니 펀치) The Icon of Indifference (무관심의 아이콘)                                                                              | Naranja     | 1 – presente                                   |
| Kim Jong-kook | Sparta-kook (스파르타국) Commander (능력자) Mr. Capable (능력 씨) Kook-minator (꾹네이터) Tiger (호랑이) Kookie (꾹이) Coach Kook (꾹코치) Father-in-law (시아버지) Jong-sook (종숙) Lackey's Boss (래키의 보스) Gang Boss (갱 보스) Anyang Hothead (안양성급한 사람) Jong-kook's Zero Game (종국 제로 게임) Jerk of Anyang (안양의 얼간이) | Rojo        | 1 – presente                                   |
| Song Ji-hyo   | Ace (에이스) Blank Ji (멍지) Bad/Gangster Ji-hyo (불량지효) Gold Ji-hyo (금지효) Goddess of Luck (행운의 여신) Monday Girlfriend (월요여친) Song Ji-yok (송지욕) Goddess of Sleep (잠의 여신) Hell Ji-hyo (헬지효) Beardy Ji-hyo (수염지효) Finger Lady (손가락 숙녀) Queen of Extreme Sports (익스트림 스포츠의 여왕) Big Mama of Variety Show (버라이어티 쇼의 빅 마마) Wonder Blank Ji (원더 멍지) 5 Second's Talk Master (5 초 토크 마스터) Song Kwan-tae (송관태) Witch (마녀) Queen of Quizzes (퀸즈 오브 퀴즈) Cheon Seong-Im (천성 임) | Morado      | 6 – presente (principal) 2 – 5 (invitada)      |
| Yang Se-chan  | Strawberry Yang (양딸기) The New King of Misfortunes (불운의 새로운 왕) Number 8 (여덟 번째) The Emerging Unlucky Guy (신흥꽝손) Butler (집사) Jong-kook's Junior Lackey (종국 주니어 래키) My New Henchmen (내 새로운 초벌구아) Commander's Favorite (사령관의 즐겨 찾기) Yang No Name (양 이름 없음) Catfish (메기) Jong Kook's Biggest Fan (종의 가장 큰 팬) | Gris        | 346 – presente (principal) 321, 323 (invitado) |
| Jeon So-min   | Female Kwang-soo (여자 광수) Female Traitor (여성 반역자) Missing Person (누락 된 사람) Wandering Girl (떠돌아 다니는 여자) Crazy Lady (돌아이) Parrot (앵무새) Clumsy Jeon (전어리) Psycho (정신병자) Pervert (나쁜 길로 이끌다) So-min's Show (소민의 쇼) Drain (배수) Fart Lady (방귀 아가씨) Jeon Fart (전 방) | Azul Oscuro | 346 – presente (principal) 224, 343 (invitada) |

### Antiguos miembros
Lizzy inicialmente apareció en los episodios n.º 13-14 como invitada, luego se unió oficialmente al programa durante el episodio n.º 18 sin embargo poco después dejó la serie debido a conflictos con el grupo musical After School del cual forma parte, su última aparición fue durante el episodio n.º 25, sin embargo después de 5 años desde su última aparición Lizzy regresó a la serie como invitada durante el episodio n.º 292.
En abril del 2011 Song Joong-ki filmó su último episodio (el episodio n.º 41 fue emitido en mayo) para enfocarse en su carrera de actuación, sin embargo regresó a la serie como invitado en el episodio n.º 66 y posteriormente apareció en los episodios n.º 71, n.º 97, n.º 251 y n.º 283.
El 25 de octubre del 2016 Gary anunció que dejaría el programa para centrarse en su carrera musical después de formar parte de Running Man por 6 años, su último episodio fue el no. 324, sin embargo regresó como invitado durante los episodios no. 325 y no. 336.
El 26 de abril de 2021 se anunció que Lee Kwang-soo dejaría el programa después de 11 años, para centrarse en su recuperación, después de sufrir un accidente automovilístico en febrero del año pasado del cual todavía no se había recuperado completamente. También se anunció que su última aparición sería el 24 de mayo del mismo año.
| Artista       | Apodos | Color      | Episodios                                                                        |
| ------------- | --- | ---------- | -------------------------------------------------------------------------------- |
| Lee Kwang-soo | Giraffe (기린) Framer Kwang-soo (모함광수) Giraffe's Tricks (꼼수 기린) Kwangvatar (광바타) Betrayer Kwang-soo (배신광수) Icon of Betrayal (배신의 아이콘) Icon of Bad Luck (불운의 아이콘) Prince of Asia (아시아 의 왕자) God of Variety (예능신) KwangToad (광두꺼비) Kwang-ja (광자) Man who Easily Falls in Love (쉽게 사랑게 빠지는 남자/쉽.사.빠) 20-Slot Kwang-soo (이십광수) Kawaii (카와이) Jong-kook's Veteran Lackey (종국 베테랑 래키) Henchmen (성급한) Abandoned (버림받은) Scoundrel (얌생이) Gollum (골룸) Toenail Kwang Soo (발톱 광수) Joong Ki's Friend (중기의 친구) | Negro      | 1 – 559 (miembro)                                                                |
| Gary          | Peaceful Gary (평온개리) Straight-Going Gary (직진개리) Tycoon (태풍) Monday Boyfriend (월요남친) Mr. Gary (개리 쒸) Wild Gary (야생개리) Sudden Commander (뜬금 능력자) Random Mr. Capable (임의 씨 가능) Squid (오징어) | Azul       | 1 – 324 (miembro principal) 325, 336 (invitado)                                  |
| Song Joong-ki | Flower Joong-ki (꽃중기) Pretty Boy Joong-ki (꽃미남중기) Brain Joong-ki (브레인 중기) Active Young Man (적극청년) Detective Joong-ki (형사 중기) | Azul Cielo | 1 – 41 (miembro) 66 (invitado) 71, 97, 251, 283 (cameo) 342 (llamada telefónica) |
| Lizzy         | Busan Girl (부산 소녀) Cowardly Girl (겁 많은 소녀) 19 Years Old Girl (19 살 소녀) Vitamin (비타민) | Rosa       | 18 – 25 (miembro) 13 – 14, 292 (invitada)                                        |

### Antiguos miembros invitados
| Artista        | Apodos | Episodios |
| -------------- | ------ | --- |
| Lee Sang-yeob  | -      | 415, 443 (aparición especial) 385, 390 - 396, 399 - 400, 406 - 408 (como miembro) 381, 385, 453 (como invitado) |
| Hong Jin-young | -      | 392 - 396, 399 - 400, 406 - 408 (como miembro) 205, 221, 266, 299, 356 - 357 (como invitada)                    |
| Lee Da-hee     | -      | 392 - 396, 399 - 400, 406 - 408 (como miembro) 388 - 389 (como invitada)                                        |
| Kang Han-na    | -      | 392 - 396, 399 - 400, 406 - 408 (como miembro) 343, 380 (como invitada)                                         |

### Staff de producción
El staff que ejecuta los juegos, a menudo aparecen en las cámaras, ya sea por participar activamente en el juego o por influir en el resultado de las misiones, esto incluye a los camarógrafos personales de los artistas conocidos como "VJs", los directores del programa/producción conocidos como "PD", los directores de piso conocidos como "FDs", los estilistas, operadores, entre otros...
El director de piso Go Dong-wan participó en las grabaciones del programa y ocasionalmente aparecía frente a las cámaras disfrazado y asistiendo a los artistas en las entregas de las misiones.
Cada miembro tiene a sus propios camarógrafos personales que los siguen exclusivamente durante las grabaciones del programa, entre ellos se destacan:
| Yoo Jae-suk                            | Ha-ha                                                                                       | Song Ji-hyo                      | Kim Jong-kook                                                           | Lee Kwang Soo                          | Ji Suk-jin                                               | Yang Se-chan                    | Jeon So-min                     | Gary                                                                     |
| -------------------------------------- | ------------------------------------------------------------------------------------------- | -------------------------------- | ----------------------------------------------------------------------- | -------------------------------------- | -------------------------------------------------------- | ------------------------------- | ------------------------------- | ------------------------------------------------------------------------ |
| Ryu Kwon-ryeol (camarógrafo principal) | Yoon Sung-yong (camarógrafo principal) Young Jin (estilista) Seon Ah (coordinador personal) | Sung Gyu (camarógrafo principal) | Kim Ki-jin (camarógrafo principal) Kip Jin (manager) Ji Sun (estilista) | Choi Yoon-sang (camarógrafo principal) | Kim Yoo-seok (camarógrafo principal) Hyung Min (manager) | Sung Oh (camarógrafo principal) | Si Yeon (camarógrafo principal) | Jo Seong-Oh (camarógrafo principal) Ham Jung Hwa (camarógrafo principal) |

### Artistas invitados
El programa ha tenido a varios artistas del espectáculo, así como a deportistas como invitados en varios episodios. Varios invitados han tenido apariciones notables debido a sus constantes participaciones en el programa y a menudo son considerados como los 8vos. miembros de Running Man. (Para ver la lista completa de invitados ir a Elenco de Running Man.)
| Nombre         | Ocupación                                 | N.º de Episodios | Episodios donde apareció                                                       |
| -------------- | ----------------------------------------- | ---------------- | ------------------------------------------------------------------------------ |
| Hong Jin-young | Cantante                                  | 18               | 205, 221, 266, 299, 356-357, 392 - 396, 399 - 400, 406 - 408, 439 (cameo), 442 |
| Lee Sang-yeob  | Actor                                     | 17               | 381, 385, 390 - 396, 399 - 400, 406 - 408, 415, 443, 453                       |
| Kang Han-na    | Actriz                                    | 14               | 343, 380, 392 - 396, 399 - 400, 406 - 408, 426 - 427                           |
| Jung Yong-hwa  | Cantante / Miembro de CNBLUE              | 12               | 07, 11, 17, 35-36, 72-73, 104, 127, 129, 186, 242                              |
| Lee Da-hee     | Actriz                                    | 12               | 388 - 389, 392 - 396, 399 - 400, 406 - 408                                     |
| Nichkhun       | Cantante / Miembro de 2PM                 | 11               | 4-5, 19, 40, 50-51, 104, 195, 248, 256, 306                                    |
| Park Ji-Sung   | Jugador de fútbol (retirado)              | 9                | 96-97, 152-154, 199-200, 283-284                                               |
| Seung-ri       | Cantante / Miembro de BIGBANG             | 9                | 30, 84-85, 163, 190, 250, 416-417, 436                                         |
| Son Na-eun     | Cantante / Miembro de Apink               | 8                | 162, 202 - 203, 356 - 357, 360 - 361, 424                                      |
| Suzy           | Cantante / Miembro de Miss A              | 8                | 55, 93-94, 117, 155, 172-173, 208                                              |
| Lee Joon       | Cantante / Exmiembro de MBLAQ             | 7                | 08, 95, 104, 108, 129, 162, 320                                                |
| Kim Kwang-kyu  | Actor / Comediante                        | 7                | 15, 32, 159, 176, 271-272, 274                                                 |
| Kim Woo Bin    | Actor                                     | 7                | 138, 166, 188-189, 191, 225, 240                                               |
| Lee Chun-hee   | Actor                                     | 7                | 02-03, 76-77, 226, 269, 339                                                    |
| Dae-sung       | Cantante / Miembro de BIGBANG             | 6                | 35-36, 84-85, 163, 250                                                         |
| Sulli          | Cantante / Exmiembro de F(x)              | 6                | 55, 75, 129, 152-154                                                           |
| Chansung       | Cantante / Miembro de 2PM                 | 6                | 150, 162, 195, 201, 256, 318                                                   |
| Park Soo-hong  | Comediante                                | 6                | 179-180, 207, 220, 274, 321                                                    |
| Kim Soo-ro     | Actor                                     | 5                | 09, 67-68, 138, 262                                                            |
| Kim Je-dong    | Comediante                                | 5                | 11, 21, 79, 106, 207                                                           |
| Uee            | Cantante / Miembro de After School        | 5                | 34, 137, 249, 271-272                                                          |
| Taecyeon       | Cantante / Miembro de 2PM                 | 5                | 40, 150, 234-235, 256                                                          |
| Choi Min-ho    | Cantante / Miembro de SHINee              | 5                | 75, 129, 201, 254, 323                                                         |
| Lee Jun-ho     | Cantante / Miembro de 2PM                 | 5                | 151-152, 195, 240, 256                                                         |
| Park Seo Joon  | Actor                                     | 5                | 184, 198, 246, 263, 295                                                        |
| Kim Jun-hyun   | Comediante                                | 5                | 249, 271-272, 305, 323                                                         |
| Jessica Jung   | Cantante / Exmiembro de Girls' Generation | 5                | 04-05, 63-64, 141                                                              |
| Lee Dong-wook  | Actor                                     | 5                | 133-134, 136, 179-180, 263; 183, 271 y 342 (llamadas)                          |
| Ji Sung        | Actor                                     | 5                | 54, 116-117, 202-203                                                           |
| Ji Jin-hee     | Actor                                     | 5                | 76-77, 116-117, 308                                                            |
| Lee Seung Gi   | Cantante                                  | 5                | 120-121, 174, 228-229                                                          |
| Andy Lee       | Cantante / Miembro de Shinhwa             | 5                | 160-161, 236, 278-279                                                          |
| Lee Jong-hyun  | Cantante / Miembro de CNBLUE              | 4                | 127, 129, 138, 186                                                             |
| Wooyoung       | Cantante / Miembro de 2PM                 | 4                | 162, 195, 210, 256                                                             |
| G-Dragon       | Cantautor / Miembro de BIGBANG            | 4                | 84-85, 163, 250                                                                |
| T.O.P          | Cantante / Miembro de BIGBANG             | 4                | 84-85, 170, 250                                                                |
| Taeyang        | Cantante / Miembro de BIGBANG             | 4                | 84-85, 156, 250                                                                |
| Sung-kyu       | Cantante / Miembro de Infinite            | 4                | 162, 179-180, 201                                                              |
| Siwon          | Cantante / Miembro de Super Junior        | 3                | 22, 75, 135                                                                    |
| Kang Ha-neul   | Actor                                     | 3                | 190, 240, 314                                                                  |
| Hong Jong-hyun | Actor                                     | 3                | 230, 243, 314                                                                  |
| Lee Min-woo    | Cantante / Miembro de Shinhwa             | 3                | 160-161, 236                                                                   |
| Lee Hyun-won   | Actor                                     | 3                | 147, 225, 329                                                                  |
| Im Si-wan      | Cantante / Miembro de ZE:A                | 3                | 104, 182, 282                                                                  |
| Jo Jung-suk    | Actor                                     | 2                | 215, 327                                                                       |
| Choi Tae-joon  | Actor                                     | 2                | 230, 343                                                                       |
| B.I            | Rapero / Miembro de iKON                  | 2                | 278-279                                                                        |
| Jackson        | Cantante / Miembro de GOT7                | 2                | 272, 316                                                                       |
| Lee Jong-suk   | Actor / Modelo                            | 2                | 138, 181                                                                       |
| Shownu         | Cantante / Miembro de Monsta X            | 2                | 307, 319                                                                       |
| Kim Hyun-joong | Cantante / Miembro de SS501               | 2                | 46-47                                                                          |
| Lee Gi-kwang   | Cantante / Miembro de Beast               | 2                | 127, 162                                                                       |
| Rap Monster    | Rapero / Miembro de BTS                   | 2                | 265, 300                                                                       |
| Jin            | Cantante / Miembro de BTS                 | 2                | 300,627                                                                        |
| V              | Cantante / Miembro de BTS                 | 2                | 300,671                                                                        |
| Jungkook       | Cantante / Miembro de BTS                 | 1                | 300                                                                            |
| Jimin          | Cantante / Miembro de BTS                 | 1                | 300                                                                            |
| J-Hope         | Rapero / Miembro de BTS                   | 1                | 300                                                                            |
| Suga           | Rapero / Miembro de BTS                   | 1                | 300                                                                            |
| Jackie Chan    | Actor                                     | 1                | 135                                                                            |
| Patrice Evra   | Futbolista                                | 1                | 154                                                                            |
| D.O.           | Cantante / Miembro de EXO                 | 1                | 327                                                                            |
| DK             | Cantante / Miembro de Seventeen           | 1                | 272                                                                            |
| Zico           | Rapero / Miembro de Block B               | 1                | 299                                                                            |
| Seo Kang-joon  | Actor / Miembro de 5urprise               | 1                | 230                                                                            |

## Episodios
A partir del episodio 48 el formato de los episodios cambió, ahora los miembros del programa forman parte de una serie de misiones para convertirse en el ganador (es) al final de la carrera. La popularidad del programa también ha permitido llevar el programa fuera de Corea del Sur, viajando a varios países incluyendo China, Tailandia, Vietnam, Australia, Indonesia, Taiwán y los Emiratos Árabes Unidos.
En abril de 2022, la SBS anunció que realizaría una carrera especial para celebrar el episodio 600 del programa.

### Equipos
Por lo general durante los juegos los miembros del programa son divididos en equipos, a quienes se les asigna un color diferente para poder distinguirlos, dichos equipos son conformados por el jefe del equipo, el segundo al mando y los integrantes del equipo (puede ser parte del elenco de Running Man o los artistas invitados), todo depende del número de personas.

### Misiones
Las misiones forman la base del programa, durante ellas los miembros tratan de evitar castigos o de ganar premios, por lo general misiones múltiples se les presentan en cada episodio, entre las más destacadas están las misiones de eliminar etiquetas.

### Especiales
Durante la historia de los episodios de Running Man, este ha tenido varios especiales los cuales están conformados con narraciones e imágenes al estilo del cine, muchas de estas series han sido elogiadas por su emoción y excitación, y son considerados como los episodios de mayor calidad del programa, entre ellos:
- Yoo-mes Bond (episodios 38, 91, 140, 231, 318, 336)

La serie "Yoo-Mes Bond" (en alusión al personaje de James Bond) es famosa por su protagonista: Yoo Jae-suk, quien es conocido por usar una pistola de agua para eliminar a sus enemigos con el fin de completar su misión, la serie presenta a Jae-sook contra los demás miembros de Running Man quienes no conocen la identidad o misión de Jae-suk. 
En el episodio 38 durante la misión "Find The Guests" no había invitado y a Jae-suk se le dio la misión de eliminar secretamente a los otros miembros rociando sus nombres con una pistola de agua, esta fue la primera vez que el personaje de "Yoo-mes Bond" apareció. Un año después durante el primer aniversario el personaje apareció nuevamente en el episodio 91, donde tuvo que enfrentarse a los otros miembros nuevamente, quienes fueron arrestados por diversos crímenes que habían cometido, a Jae-suk se le dio la oportunidad del perdón si reencarcelaba al resto de los miembros que se habían fugado rociando sus etiquetas antes de que escaparan del edificio, Jae-suk logró liberarse y dejó a los otros miembros para que continuaran sirviendo su pena. El episodio 140 marcó el segundo aniversario del personaje, al cual se le incriminó de haber difundido el "virus de la ira" e infectado al resto de sus compañeros, Yoo-mes Bond debía de encontrar a la persona que se estaba haciendo pasar por él (Song Ji-hyo) y eliminarlo para recuperar la vacuna, al final de los episodios 91 y 140 las palabras Yoo-mes Bond Never Die aparecieron, indicando que el personaje volvería a aparecer en el futuro (los últimos dos episodios fueron elogiados por ser como una película en lugar de un espectáculo de variedades). Durante el episodio 196 los miembros tuvieron que "viajar en el tiempo" para llegar al segundo episodio de Yoo-mes Bond (episodio 91 - escapar de la cárcel), dándoles una nueva oportunidad a los miembros del elenco de cambiar el resultado con un nuevo protagonista, esta vez Song Ji-hyo resultó la ganadora. En el episodio 231 el personaje regresó pero esta vez con un posible sucesor (Lee Kwang-soo) con quien tuvo que trabajar para eliminar al resto de los miembros, con la regla de que debían permanecer juntos y que Yoo-mes Bond debía entregar su pistola al sucesor y ordenarle eliminar a todos; todos los miembros fueron eliminados, sin embargo durante el último paso para convertirse en el segundo Yoo-mes Bond en donde debía dispararle a la etiqueta de Yoo Jae-suk para terminar la era de Bond o evitar disparar y continuar trabajando juntos como futuros socios, Kwang-soo decidió dispararle a la etiqueta de Jae-suk lo que ocasionó que fallara la misión. Al final Yoo-mes Bond ganó la carrera. Yoo-mes Bond finalmente regresó durante el episodio 318, ahora designado como "Scene Stealer" (en español: Ladrón de Escena), Bond debía obtener el mayor número de puntos de vistas robándoles un zapato a cada uno de los otros miembros, sin embargo falló y Song Ji-hyo ganó todos sus puntos. Hizo otra aparición en el episodio 336 como parte de la semana especial de Gary, en donde debía dispararle agua a las etiquetas con los nombres de los otros miembros para eliminarlos de la misión final.
- Best of the Best Match (episodios 42, 74, 130, 196, 257, 285, 336)

El "Best of the Best Match" se realiza para decidir quien es el mejor jugador en "Running Man":
- El primer juego se realizó durante el episodio 42 como una carrera en donde primero debían completar misiones y luego eliminar a los otros miembros, con Gary proclamado por primera vez como el ganador por ser el último miembro en pie.
- El segundo partido tomó parte durante el episodio 74 con un giro especial. Cada miembro ganó un superpoder, el cual podía usar para cuidarse en sus esfuerzos por eliminar a los otros miembros, por segunda ocasión Gary salió victorioso ganándose un viaje a Europa.
- El tercer partido fue realizado durante el episodio 130 con una historia especial, en donde la mitad de la carrera transcurría durante el año 1983 y la otra mitad en el año 2013, los miembros debían reencarnar en el proceso y encontrar quién había sido el último miembro sobreviviente en el año 1938 y descubrir en quién habían reencarnado en el presente para poder resolver así el misterio y ganar la carrera. En esta ocasión Ha-ha se convirtió en el ganador y obtuvo barras de oro. Durante el episodio 196 a los miembros se les dio una oportunidad para cambiar los resultados y "viajaron" nuevamente a través del tiempo, en esta ocasión la ganadora de la carrera fue Song Ji-hyo.
- El cuarto fue realizado durante el episodio 257, con un giro, en lugar de jugar solos cada miembro estuvo acompañado de un héroe con poderes especiales, sin embargo los héroes no saben de sus superpoderes por lo que deben de completar las misiones para obtenerlos. Más tarde los miembros y los héroes tuvieron que enfrentarse en una competencia de eliminar etiquetas, con los héroes siendo invencibles ayudando a los miembros. Por segunda ocasión Yoo Jae-suk ganó el juego y recibió una etiqueta de oro.
- Durante el quinto juego realizado en el episodio 285 donde el equipo creó misiones específicas para los miembros usando información de los últimos 6 años que han estado juntos en el programa, los cuales involucraron: fuerza, nervios y agilidad. La primera misión decidió qué miembro era cauteloso en mantener su etiqueta con su nombre en todo momento (durante el siguiente juego Ji Suk-jin debía darse cuenta de que los doctores que lo entrevistaban se cambiaban a cada rato, sin embargo falló la prueba al no darse cuenta), la segunda misión puso a prueba los nervios de cada uno de los miembros, ya que debían meter sus manos en cajas misteriosas para sacar las perlas que se encontraban dentro sin decirles el contenido de cada una de ellas, la tercera misión probó la fuerza de los miembros, donde debían tomar alimentos con sus brazos mientras estos estaban amarrados con bandas elásticas, finalmente la última misión (la cual una combinación de las tres anteriores) fue una competencia de eliminar etiquetas, en donde a cada uno de los miembros se les dio etiquetas con sus nombres de distintos tamaños basados en su clasificación y con elementos adicionales (Kim Jong-kook tuvo que usar una etiqueta gigante con alas además de usar pulseras con sacos de arena de 3kg para tener peso extra y campanas en sus zapatos, Song Ji-hyo tuvo una etiqueta gigante y campanas en sus zapatos, Gary llevó una etiqueta normal, sacos de arena de 1kg para tener peso extra y campanas en sus zapatos, Ha-ha tuvo que llevar una etiqueta normal además de pulseras con sacos de arena de 1kg para tener peso extra, Ji Suk-jin únicamente recibió una mini etiqueta, mientras que Yoo Jae-suk llevó una etiqueta mediana y una pulsera de arena con 2kg de peso y Lee Kwang-soo llevó una etiqueta normal con una pulsera de arena con 1kg de peso), Mientras la carrera de eliminar etiquetas se realizaba los que eran eliminados debían tejer una bufanda. Finalmente y por segunda ocasión Ha-ha ganó el juego y recibió un viaje a Londres.
- El sexto juego tuvo lugar durante el episodio 336 en el especial "Member's Week", al inicio a cada uno de los miembros se les asignó diferentes misiones para determinar sus niveles de superpoderes o el equipo que utilizaría durante el juego, los cuales dependían del resultado de su misión. Durante la segunda misión debieron saltar la cuerda en grupo para recolectar puntos, los cuales luego intercambiarían por superpoderes adicionales los cuales podían utilizar en la misión final, los miembros decidieron dividir los puntos ganados entre cinco miembros. Durante la tercera misión tuvieron que apostar sus puntos en una competición, sus puntos aumentarían el doble si ganaban per opodían perder la misma cantidad si no ganaban. La última misión fue una eliminación de etiquetas de nombres, donde los miembros debían eliminarse mientras prevenían que el misterioso anfitrión de la semana (Gary) ganara. Al final de la competencia Lee Kwang-soo resultó el ganador obteniendo un trofeo.

- Running Man Hunter/Grasshopper Hunting (episodios 52, 53, 69, 118)

El tercer especial comenzó durante el episodio 52 cuando el actor Choi Min-soo apareció como invitado en el programa y tuvo la misión de eliminar a todos los miembros, sin embargo durante el episodio 53 fue traicionado por Yoo Jae-suk, después de que él accediera a trabajar con Min-soo para poner etiquetas con nombres en las espaldas de los otros equipos del otro equipo antes de atacarse, pronto Jae-suk lo eliminó de la carrera luego de poner su etiqueta en su espalda, Min-soo juró regresar al programa para vengarse en lo que llamó "Grasshopper Hunting" (refiriéndose a uno de los apodos de Jae-suk: "Grasshopper"). Min-soo regresó durante el episodio 69 como el cazador, en donde los otros miembros se encontraban atados a una silla y confinados en cuartos, a Jae-suk se le entregaron 4 etiquetas con nombres y debía salvar a los seis miembros y encontrar el camino para escapar juntos antes de que Min-soo lo eliminara cuatro veces, sin embargo Jae-suk tenía miedo de Min-soo, quien pronto logró eliminarlo recordándole que ahora estaban 1:1 por haberlo eliminado durante el episodio 53. Durante el episodio 118 Choi Min-soo regresó al programa para terminar su rivalidad con Jae-suk, nuevamente logró eliminar a los otros seis miembros y le dio una oportunidad a Jae-suk de enfrentarse a él por última vez: si Jae-suk lograba encontrar las 6 piezas de su nombre y colocarlas en el lugar donde los miembros fueron eliminados, ganaba. Aunque Jae-suk casi elimina a Min-soo en dos ocasiones, finalmente Min-soo ganó. 
- Running Man Football Special (episodios 95-97, 153, 154, 199, 200, 283)

Los miembros de Running Man tuvieron la oportunidad de participar en partidos de caridad junto a Park Ji-sung. Cada año, los miembros participan en misiones de entrenamiento con Ji-sung para prepararse para el partido de fútbol antes del juego:
- El primer partido fue el "2012 Asian Dream Cup" realizado en Tailandia. Kim Jong-kook y Gary fueron elegidos después de completar las misiones dadas por Ji-sung.
- El segundo partido "2013 Asian Dream Cup" fue realizado en Shanghái, China. Yoo Jae-suk, Kim Jong-kook, Ha-ha y Lee Kwang-soo fueron elegidos por Ji-sung y Patrice Evra.
- El tercer partido fue "2014 Asian Dream Cup" el cual fue realizado en Indonesia, todos los miembros con excepción de Song Ji-hyo pudieron participar en el partido.
- El cuarto partido fue el "2016 Smile Cup" y fue realizado nuevamente en Shanghái, China. Todos los miembros participaron en el juego.

- Tru-Gary Show (episodios 60, 265)

El especial comenzó en el episodio 60 cuando Gary fue seleccionado como el espía y se le dio la misión de eliminar a los demás, pero sin saberlo todas sus acciones y planes fueron observados por el resto de los miembros, sabiendo que él era el espía. Más tarde a los miembros se les dio la misión de engañar a Gary hasta que terminara a grabación del programa, la cámara oculta fue un éxito y los miembros recibieron premios muchas más grandes que los de Gary. 
La serie regresó cuatro años después, durante el episodio 265 en donde los miembros e invitados se encontraban atrapados en una isla. Durante el episodio debían completar las etiquetas de sus nombres para poder escapar, ese día Gary estaba ansioso ya que tenía que estar presente al día siguiente para terminar de grabar su nuevo álbum, lo que llevó a los productores del programa a traer de nuevo el especial "Tru-Gary Show", donde los miembros y los invitados debían escapar de la isla y dejar sólo a Gary, finalmente la misión fue un éxito y Gary fue completamente engañado. Al final del episodio se reveló que Gary había regresado a tiempo para terminar sus grabaciones.
- Member's Week Special (episodios 333 - 338)

Durante esta serie de proyectos, los productores les permitieron a los miembros elegir un tema para cada semana y construir el episodio y los juegos como quisieran:
- La primera semana fue dedicada a Song Ji-hyo, quien decidió realizar un viaje de vacaciones con los miembros del elenco, pero los directores del programa le dieron un giro y realizaron las actividades durante tiempo de frío.
- La segunda semana fue dedicada a Kim Jong-kook, quien decidió dejar su tema en manos de los directores del programa, quienes decidieron enviarlo a una cita a ciegas, no sin antes de que los miembros realizaran las misiones para que Jong-kook pudiera tener su cita.
- La tercera semana fue dedicada a Ji Suk-jin, quien diseñó una prisión especial para los miembros en donde él era el jefe. Al final, la misión era escapar de la prisión y asistir a la ceremonia de renovación de votos de Suk-jin y su esposa.
- La cuarta semana fue dedicada a Gary, quien decidió celebrar el sexto "Best of the Best Match". Los directores del programa no le dieron a los miembros quién era el anfitrión de la semana y de la participación de Gary durante el episodio.
- La quinta semana fue dedicada a Ha-ha, los productores prepararon varias misiones en las que Ha-ha tenía que tomar decisiones difíciles. Finalmente, la misión final era que los miembros evitaran que Ha-ha ganara ya que ellos ya le habían preparado una sorpresa para felicitarlo por el próximo nacimiento de su segundo hijo.
- La sexta semana fue dedicada a Yoo Jae-suk, quien decidió realizar una competencia atlética donde invitó a varios artistas, con un giro para la misión final.
- La séptima y última semana fue dedicada a Lee Kwang-soo, quien planeó un viaje nocturno con los otros miembros para probar su lealtad y vínculo de amistad, sin embargo en realidad Kwang-soo diseñó un plan para poder vengarse por ser siempre señalado en las misiones como el principal sospechoso.

- Global Race (episodios 346 - 354)

El primer proyecto inició durante el episodio #346 para conmemorar la integración de los nuevos miembros y el personal de producción, el cual estuvo basado en que los miembros debían ganar las misiones para evitar obtener 3 stickers (o tarjetas turísticas) y así no ser enviado a una de la atracciones turísticas más peligrosas en todo el mundo:
- Durante la primera carrera que tuvo lugar en Osaka, Japón; Taipéi, Taiwán y la Isla Jeju en Corea del Sur, los miembros fueron divididos en tres grupos. El equipo de Osaka tuvo la misión de encontrar una casa de baños propiedad de alguien llamado Suzuki, el equipo de Taipéi debió comer cinco comidas locales diferentes mientras que el equipo de Jeju-do tenía que unirse a un grupo de buzos y capturar pulpos, sin embargo debido al mal tiempo el equipo de Jeju-do no pudo bucear y sólo usaron el traje mientras comían ramyeon de pulpo.
- La segunda parte tomó lugar en Ulaanbaatar, Mongolia y en Vladivostok, Rusia, donde los miembros fueron divididos en dos grupos. El equipo de Mongolia tuvo la misión de encontrar un descendiente de Genghis Khan y obtener 4 litros de leche de oveja mientras que el equipo de Rusia tuvo atrapar 10 tipos diferentes de peces y un cangrejo rey, ninguno de los dos equipos pudo completar sus misiones por el tiempo.
- Durante la tercera y última parte de la primera carrera globral fue realizada en Japón luego de que Yoo Jae-suk escogiera de una tómbola donde se encontraban los nombres de las atracciones peligrosas, el "Super Scary Labyrinth of Fear", al final Jae-suk junto a Ji Suk-jin, Lee Kwang-soo, Yang Se-chan y Jeon So-min perdieron y tuvieron que entrar a la atracción de terror.

- People's Choice Tour: A Place for 1% (episodio 355 - 359)

Durante el nuevo proyecto el equipo de producción aceptó las recomendaciones únicas de atracciones turísticas hechas por los televidentes, donde sólo dos miembros serían elegidos para ir, luego de acumular tres "I-Go Stickers".
- Ha-ha y Jeon So-min recibieron tres I-Go Sticker cada uno.
- Los miembros participaron en una competencia para evitar ser escogidos para acompañar a Ha-ha y Keon So-min, durante el final de la carrera los elegidos fueron Yang Se-chan y Lee Kwang-soo.
- Ha-ha será acompañado por Yang Se-chan y juntos visitarán el "Giant Canyon Swing" en el Glenwood Caverns Adventure Park en Colorado, Estados Unidos. Mientras que Jeon So-min será acompañada por Lee Kwang-soo visitarán el "Timang Beach" para subirse al cable cart ride enYogyakarta, Indonesia.

### Emisión
Actualmente el programa se emite todos los domingos a las 16:50pm KST hora de Corea del Sur

## Música
En agosto del 2019 se anunció que el cantante y compositor surcoreano Jung Joon-il, sería el encargado de componer el primer tema musical del programa. La canción será lanzada el 4 de agosto del mismo año.

## Premios y nominaciones
El programa ha recibido más de 44 premios y 59 nominaciones.
| Año  | Categoría                                      | Premio                            | Nominado (a)                   | Resultado |
| ---- | ---------------------------------------------- | --------------------------------- | ------------------------------ | --------- |
| 2021 | SBS Honorary Employee Award                    | SBS Entertainment Award           | Ji Suk-jin                     | Ganó      |
| 2021 | Top Excellence Award (Talk/Variety)            | SBS Entertainment Award           | Yang Se-chan                   | Ganó      |
| 2021 | Top Excellence in Programming Award            | SBS Entertainment Award           | Running Man                    | Ganó      |
| 2021 | Screenwriter Award                             | SBS Entertainment Award           | Yang Hyo-im                    | Ganó      |
| 2020 | Top Excellence Award (Show/Variety)            | SBS Entertainment Award           | Ha-ha                          | Ganó      |
| 2020 | Golden Content Award                           | SBS Entertainment Award           | "Running Man"                  | Ganó      |
| 2020 | Grand Award (Daesang)                          | SBS Entertainment Award           | Kim Jong-kook                  | Ganó      |
| 2019 | Grand Award (Daesang)                          | 2019 SBS Entertainment Award      | Yoo Jae-suk                    | Ganó      |
| 2019 | Top Excellence Award (Reality)                 | 2019 SBS Entertainment Award      | Kim Jong-kook                  | Ganó      |
| 2019 | Excellence Award (Show/Variety)                | 2019 SBS Entertainment Award      | Yang Se-chan                   | Ganó      |
| 2019 | SNS Star Award                                 | 2019 SBS Entertainment Award      | Lee Kwang-soo                  | Ganó      |
| 2019 | SBS Entertainer Award                          | 2019 SBS Entertainment Award      | Ha-ha                          | Ganó      |
| 2019 | Global Program Award                           | 2019 SBS Entertainment Award      | Lee Kwang-soo                  | Ganó      |
| 2019 | Favourite Variety Show                         | StarHub Night of Stars 2019 Award | Running Man                    | Ganó      |
| 2018 | Producer Award                                 | 12th SBS Entertainment Award      | Kim Jong-kook                  | Ganó      |
| 2018 | Best Teamwork                                  | 12th SBS Entertainment Award      | Elenco de Running Man          | Ganó      |
| 2018 | Popularity Award                               | 12th SBS Entertainment Award      | Lee Kwang-soo                  | Ganó      |
| 2018 | Top Excellence (Variety)                       | 12th SBS Entertainment Award      | Jeon So-min                    | Ganó      |
| 2018 | Best Couple Award                              | 12th SBS Entertainment Award      | Kim Jong-kook y Hong Jin-young | Ganaron   |
| 2017 | Global Star Award                              | SBS Entertainment Award           | Elenco de Running Man          | Ganó      |
| 2017 | Top Excellence Award                           | SBS Entertainment Award           | Ji Suk-jin                     | Ganó      |
| 2017 | Best Couple Award                              | SBS Entertainment Award           | Lee Kwang-soo y Jeon So-min    | Ganaron   |
| 2017 | New Star Award                                 | SBS Entertainment Award           | Jeon So-min                    | Ganó      |
| 2016 | Top Excellence Award - Variety Show            | 10th SBS Entertainment Award      | Lee Kwang-soo                  | Ganó      |
| 2016 | Top Excellence Award - Variety Show            | 10th SBS Entertainment Award      | Ha-ha                          | Ganó      |
| 2016 | Grand Award (Daesang)                          | 10th SBS Entertainment Award      | Yoo Jae-suk                    | Ganó      |
| 2016 | Annoying Guy Award                             | 10th SBS Entertainment Award      | Lee Kwang-soo                  | Ganó      |
| 2016 | Best Bromance                                  | 4th Annual DramaFever Award       | Kim Jong-kook y Lee Kwang-soo  | Ganaron   |
| 2016 | Best Variety Show                              | 12th Soompi Award                 | Running Man                    | Ganó      |
| 2015 | Top Excellence Award - Variety Show            | 9th SBS Entertainment Award       | Song Ji-hyo                    | Ganó      |
| 2015 | Top Excellence Award - Variety Show            | 9th SBS Entertainment Award       | Gary                           | Ganó      |
| 2015 | Excellence Award - Variety Show                | 9th SBS Entertainment Award       | Ji Suk-jin                     | Ganó      |
| 2015 | Best Couple                                    | 9th SBS Entertainment Award       | Song Ji-hyo y Gary             | Nominados |
| 2015 | Viewer's Choice Most Popular Entertainer Award | 9th SBS Entertainment Award       | Yoo Jae-suk                    | Ganó      |
| 2015 | Grand Award (Daesang)                          | 9th SBS Entertainment Award       | Yoo Jae-suk                    | Ganó      |
| 2015 | Viewer's Choice: Best Variety Show             | 9th SBS Entertainment Award       | Running Man                    | Ganó      |
| 2015 | Best Entertainment Program                     | 51st Baeksang Arts Award          | Running Man                    | Nominado  |
| 2015 | Entertainment Spirit                           | 2014 Youku Night Award            | Running Man                    | Ganó      |
| 2014 | Most Outstanding Award: Variety Shows          | 8th SBS Entertainment Award       | Kim Jong-kook                  | Ganó      |
| 2014 | Outstanding Award: Variety Shows               | 8th SBS Entertainment Award       | Lee Kwang-soo                  | Ganó      |
| 2014 | Viewer's Choice Most Popular Entertainer       | 8th SBS Entertainment Award       | Yoo Jae-suk                    | Ganó      |
| 2014 | Grand Award (Daesang)                          | 8th SBS Entertainment Award       | Yoo Jae-suk                    | Nominado  |
| 2014 | Viewer's Choice: Best Variety Show             | 8th SBS Entertainment Award       | Running Man                    | Ganó      |
| 2014 | Best Couple                                    | 10th Soompi Award                 | Song Ji-hyo y Gary             | Ganaron   |
| 2014 | Best Variety Show                              | 10th Soompi Award                 | Running Man                    | Ganó      |
| 2014 | Best Kiss                                      | 2nd Annual DramaFever Award       | Song Ji-hyo y Gary             | Ganaron   |
| 2014 | Best Couple Not Meant To Be                    | 2nd Annual DramaFever Award       | Song Ji-hyo y Gary             | Nominados |
| 2013 | Best Variety Performer - Female                | Baek Sang TV Arts Award           | Song Ji-hyo                    | Nominada  |
| 2013 | Best Variety Performer - Male                  | Baek Sang TV Arts Award           | Yoo Jae-suk                    | Nominado  |
| 2013 | Daesang Grand Award                            | Baek Sang TV Arts Award           | Yoo Jae-suk                    | Ganó      |
| 2013 | Best Entertainment Program                     | Baek Sang TV Arts Award           | Running Man                    | Nominado  |
| 2013 | Asia's Most Charismatic Korean Host            | Yahoo! Asia Buzz Award            | Kim Jong-kook                  | Ganó      |
| 2013 | Best Couple                                    | NATE Award                        | Song Ji-hyo y Gary             | Ganaron   |
| 2013 | Best Variety Show                              | NATE Award                        | Running Man                    | Ganó      |
| 2013 | Female Most Outstanding                        | 7th SBS Entertainment Award       | Song Ji-hyo                    | Ganó      |
| 2013 | Male Outstanding Award                         | 7th SBS Entertainment Award       | Kim Jong-kook                  | Ganó      |
| 2013 | Male Outstanding Award                         | 7th SBS Entertainment Award       | Ha-ha                          | Ganó      |
| 2013 | Friendship Award                               | 7th SBS Entertainment Award       | Lee Kwang-soo                  | Ganó      |
| 2013 | Best Couple                                    | 7th SBS Entertainment Award       | Song Ji-hyo y Gary             | Nominados |
| 2013 | Best Couple                                    | 7th SBS Entertainment Award       | Ji Suk-jin y Lee Kwang-soo     | Nominados |
| 2013 | Grand Award (Daesang)                          | 7th SBS Entertainment Award       | Yoo Jae-suk                    | Nominado  |
| 2013 | Viewers Choice Popularity Award                | SBS Entertainment Award           | Kim Jong-kook                  | Ganó      |
| 2013 | Viewer's Most Popular                          | 7th SBS Entertainment Award       | Running Man (elenco)           | Ganaron   |
| 2013 | Most Outstanding Program                       | 7th SBS Entertainment Award       | Running Man                    | Ganó      |
| 2012 | Best Variety Performer - Female                | 48th Baeksang TV Arts Award       | Song Ji-hyo                    | Nominada  |
| 2012 | Outstanding Award: Variety Category            | 6th SBS Entertainment Award       | Ji Suk-jin                     | Ganó      |
| 2012 | Outstanding Award: Variety Category            | 6th SBS Entertainment Award       | Gary                           | Ganó      |
| 2012 | Viewer's Most Popular                          | 6th SBS Entertainment Award       | Yoo Jae-suk                    | Ganó      |
| 2012 | Grand Award (Daesang)                          | 6th SBS Entertainment Award       | Yoo Jae-suk                    | Ganó      |
| 2012 | Viewer's Most Popular Program                  | 6th SBS Entertainment Award       | Running Man                    | Ganó      |
| 2011 | Outstanding Award: Variety Category            | 5th SBS Entertainment Award       | Song Ji-hyo                    | Ganó      |
| 2011 | Outstanding Award: Variety Category            | SBS Entertainment Award           | Kim Jong-kook                  | Ganó      |
| 2011 | Netizen's Popularity Award                     | 5th SBS Entertainment Award       | Song Ji-hyo                    | Nominada  |
| 2011 | Best Entertainer Award: Variety Category       | 5th SBS Entertainment Award       | Ha-ha                          | Ganó      |
| 2011 | Newbie Award: Variety Category                 | 5th SBS Entertainment Award       | Lee Kwang-soo                  | Ganó      |
| 2011 | Grand Award (Daesang)                          | 5th SBS Entertainment Award       | Yoo Jae-suk                    | Ganó      |
| 2011 | Netizen's Most Popular                         | 5th SBS Entertainment Award       | Yoo Jae-suk                    | Nominado  |
| 2011 | Most Outstanding Program                       | 5th SBS Entertainment Award       | Running Man                    | Ganó      |
| 2011 | Broadcast Writer                               | 5th SBS Entertainment Award       | Park Hyun-sook                 | Ganó      |
| 2011 | Hot Variety Star                               | 5th Mnet 20s Choice Award         | Song Ji-hyo                    | Nominada  |
| 2010 | Special Award in Variety                       | 4th SBS Entertainment Award       | Song Ji-hyo                    | Ganó      |
| 2010 | Best TV Star                                   | 4th SBS Entertainment Award       | Kim Jong-kook                  | Ganó      |
| 2010 | Variety New Star                               | 4th Annual DramaFever Award       | Song Joong-ki                  | Ganó      |
| 2010 | Variety New Star                               | 4th Annual DramaFever Award       | Lee Kwang-soo                  | Ganó      |
| 2010 | Variety New Star                               | 4th Annual DramaFever Award       | Gary                           | Ganó      |
| 2010 | Netizen Most Popular Program                   | SBS Entertainment Award           | Running Man                    | Ganó      |

## Producción
El programa fue creado por Jo Hyo-jin, Kim Joo-hyung y Im Hyung-taek; y es uno de los tres espectáculos de la cadena SBS: Good Sunday un show de variedades. 
Es dirigido por Lee Hwan-jin, Jung Chul-min y Park Yong-woo.
Inicialmente fue clasificado como un género de variedad que se muestra en un ambiente urbano. Los MCs y los invitados debían completar las misiones en un punto de referencia para ganar la carrera, desde entonces el programa ha cambiado a un concepto más familiar de espectáculo de realidad.variedad enfocado en los juegos.
El productor en jefe Nam Seung-yong, es responsable de la producción del programa y junto con los directores de producción Jo Hyo-jin, Im Hyung-taek y Kim Joo-hyung son principalmente responsables de la dirección y producción de las grabaciones del programa desde el inicio, otros directores de producción se han unido al programa para asistir mientras este cambia de un punto de referencia a múltiples ubicaciones, entre ellos: Hwang Seon-man y Lee Hwan-jin. El productor Kim Joo-hyung dejó la serie en el episodio n.º 182, luego de ser reasignado al programa surcoreano Inkigayo.
El 19 de noviembre del 2014 el director del programa principal Jo.Hyo-jin anunció que dejaría el programa después de participar en el por cuatro años. El 20 de marzo del 2016 Im Hyung-taek, el director de producción principal de la serie desde el episodio n.º 291 dejó el programa luego de convertirse en el productor del spin-off del programa  "Hurry Up, Brother", lo que resultó en que nuevos directores de producción se unieran al equipo, entre ellos: Lee Hwan-jin, Jung Cheol-min y Park Yong-woo. Poco después Go Dong-wan anunció que dejaría el programa.
El 3 de julio del 2016 Lee Hwan-jin el director de producción principal confirmó el regreso del productor Kim Joo-hyung al programa y ese mismo mes confirmó que sería el nuevo productor principal del espectáculo; sin embargo poco después Kim Joo-hyung anunció que dejaría el programa y desde entonces Lee Hwan-jin mantuvo el puesto de productor principal de Running Man hasta marzo del 2017.
En abril del 2017 el director de producción principal del programa pasó a ser Jung Chul-minm quien estuvo en el cargo hasta el 29 de julio del 2018. Otros miembros de producción son las escritoras Kim Mi-yeon y Song Hwa, uno de los encargados del sonido Hyo Jung.
En julio del 2018 se anunció que el programa tendría un nuevo director de producción, Lee Hwan Jin quien trabajaría junto a Kim Han Jin.
En febrero del 2020 se anunció que el director de producción Jung Chul-min dejaría el programa después de 10 años.
El 24 de agosto del mismo año la SBS anunció que habían decidido que el programa junto a Master in the House detuvieran su filmación, como medida de prevención para el cuidado de la salud y la seguridad del elenco y del equipo de producción, debido a la rápida propagación de la pandemia de COVID-19. También se anunció que en su lugar se emitirían segmentos que ya se habían grabado.

### Popularidad[41]
La serie se ha vuelto popular en otras partes de Asia y ha ganado una gran popularidad en línea entre los fanes de Hallyu, que ha sido subtitulada por los fanes a otros idiomas por audiencias internacionales como inglés, español, portugués, francés, italiano, tailandés, vietnamita, chino, malasio, indonesio, brimano, árabe, ruso y turco.
El programa obtuvo el puesto número 9 en el ranking de "Business Insider's 20 TV Shows" del 2016.
La serie ha ganado la atención como el programa de regreso para Yoo Jae-suk, el MC principal, después de salir del programa de Good Sunday: Family Outing en febrero del 2010.

### Distribución internacional
En noviembre de 2011 los derechos para transmitir la serie fueron vendidos a nueve áreas en Asia entre ellas: Taiwán, Tailandia, Indonesia, China, Hong Kong, Japón, Singapur, Camboya y Malasia demostrando la popularidad del programa. En enero de 2013 la SBS anuncuó que "Running Man" en Asia era uno de los grandes proyectos para ese año. El productor Jo Hyo-jin dijo que el programa estaría de gira por dos países en Asia la primera mitad del 2013, previamente el programa había viajado a Tailandia, China y Hong Kong para filmar. Jo Hyo-jin también mencionó que muchas estaciones de televisión singapurenses habían mostrado un gran interés por comprar el formato de Running Man, demostrando nuevamente su popularidad en Asia.
A principios de febrero Im Hyung-taek confirmó que el programa estaría filmando en Macao, China y Hanói, Vietnam. En febrero del 2014, Jo Hyo-jin anunció que el programa había sido invitado por la Comisión Australiana de Turismo para filmar en Australia, lo cual hizo a mediados de febrero (episodios que fueron emitidos en marzo).
A finales de febrero del 2016 el equipo de producción filmó un episodio en Dubái (cuyo episodio fue emitido en marzo).

### Spin-offs

#### Keep Running
Un spin-off de Running Man, titulado "Keep Running" (previamente llamado "Hurry Up, Brother") fue anunciado en mayo de 2014, el cual es una versión china del programa y se estrenó el 10 de octubre del mismo año en Zhejiang Television, elenco de la versión original en Corea ha participado en la versión China durante la primera y cuarta temporada del programa. 
El spin-off fue un suceso y actualmente se encuentra en la producción de su novena temporada, parte del elenco es conformado por Li Chen, Zheng Kai, Angelababy, Song Yuqi, Sha Yi, Bai Lu y Lin Yi. Parte del elenco antiguo han sido Deng Chao (primera a la sexta temporada), Chen He (primera a la sexta temporada), Wang Zulan (primera a la sexta temporada), Wang Baoqiang (primera temporada), Bao Bei'er (segunda temporada), Luhan (tercera a sexta temporada), Dilraba Dilmurat (quinta temporada), Zhu Yawen (séptima temporada), Wang Yanlin (séptima temporada), Lucas Wong (séptima y novena temporada), Cai Xukun (octava y novena temporada) y Guo Qilin (octava temporada).

#### Mission X
También hay una versión indonesa de la serie, titulada "Mission X", el cual fue estrenado el 29 de septiembre de 2013 y siguió un formato similar al programa, con la excepción de que los miembros usarían brazaletes y los juegos se jugaría solo por diversión en vez de jugar para ganar un premio.

#### Madison Group
A finales de abril del 2018 se anunció que la SBS se asociaría con la compañía de inversiones vietnamita "Madison Group", para producir cuatro nuevos programas de televisión en Vietnam, entre ellos "Running Man". En enero del 2019 se anunció que la SBS se había asociado con la HTV7 para la versión vietnamita de "Running Man", la cual será estrenada el 6 de abril del mismo año y cuyo elenco estará conformado por Trấn Thành, Ngo Kien Huy, Ninh Duong Lan Ngoc, Jun Pham, BB Tran, Truong The Vinh y Lien Binh Phat.

#### Running Man: The One Having Fun is Above the One Running
En diciembre de 2021, un spin-off del programa será estrenado a través de Disney+, cuyos miembros serán Kim Jong-kook, Ha-ha y Ji Suk-jin.

### Animación
El 14 de junio del 2017 se anunció que el programa sería adaptado a una serie animada de media hora, la cual incluirá a los siete miembros originales como animales: Yoo Jae-suk es representado como un saltamontes llamado Liu, Kim Jong-kook es representado como un tigre llamado Kuga, Song Ji-hyo es representada como una gata llamada Miyo, Ha-ha es representado como un pingüino llamado Popo, Lee Kwang-soo es representado como una jirafa llamada Lonky, Ji Suk-jin es representado como un impala llamado Pala, y finalmente el ahora exmiembro Gary es representado como un mono llamado Gai. 
El programa estará conformado por 24 episodios, con una duración de 30 minutos cada uno. La canción del tema es interpretada por EXO-CBX conformado por Xiumin, Baekhyun y Chen. El show animado será el primer show que se transmite en UHD en Corea del Sur.

## Tours
La popularidad de Running Man por toda Asia ha dado la oportunidad de que el equipo de producción organice tours que permitan la reunión entre el elenco y los fans desde el 2013 hasta ahora.

### 2013
| Race Start! Running Man Fan Meeting Asia Tour 2013 | Race Start! Running Man Fan Meeting Asia Tour 2013 | Race Start! Running Man Fan Meeting Asia Tour 2013 | Race Start! Running Man Fan Meeting Asia Tour 2013 | Race Start! Running Man Fan Meeting Asia Tour 2013   |
| Fecha                                              | Ciudad                                             | País                                               | Lugar de Encuentro                                 | Asistentes                                           |
| -------------------------------------------------- | -------------------------------------------------- | -------------------------------------------------- | -------------------------------------------------- | ---------------------------------------------------- |
| 13 de julio de 2013                                | Hong Kong                                          | Hong Kong                                          | "AsiaWorld–Expo"                                   | Ha-ha, Kim Jong-kook, Ji Suk-jin y Gary              |
| 21 de septiembre de 2013                           | Beijing                                            | China                                              | "Beijing Exhibition Center"                        | Ha-ha, Kim Jong-kook, Ji Suk-jin y Gary              |
| 5 de octubre de 2013                               | Shanghai                                           | China                                              | "Shanghai Indoor Stadium"                          | Ha-ha, Kim Jong-kook, Ji Suk-jin y Gary              |
| 19 de octubre de 2013                              | Singapur                                           | Singapur                                           | "Singapore Expo"                                   | Ha-ha, Kim Jong-kook, Song Ji-hyo, Ji Suk-jin y Gary |

### 2014
| Race Start! Running Man Fan Meeting Asia Tour Season 2 2014 | Race Start! Running Man Fan Meeting Asia Tour Season 2 2014 | Race Start! Running Man Fan Meeting Asia Tour Season 2 2014 | Race Start! Running Man Fan Meeting Asia Tour Season 2 2014 | Race Start! Running Man Fan Meeting Asia Tour Season 2 2014   |
| Fecha                                                       | Ciudad                                                      | País                                                        | Lugar de Encuentro                                          | Asistentes                                                    |
| ----------------------------------------------------------- | ----------------------------------------------------------- | ----------------------------------------------------------- | ----------------------------------------------------------- | ------------------------------------------------------------- |
| 27 de septiembre de 2014                                    | Bangkok                                                     | Tailandia                                                   | "Queen Sirikit National Convention Center"                  | Kim Jong-kook, Song Ji-hyo, Ha-ha, Lee Kwang-soo y Ji Suk-jin |
| 4 de octubre de 2014                                        | Hong Kong                                                   | Hong Kong                                                   | "AsiaWorld–Expo"                                            | Kim Jong-kook, Song Ji-hyo, Ha-ha, Lee Kwang-soo y Ji Suk-jin |
| 25 de octubre de 2014                                       | Jakarta                                                     | Indonesia                                                   | "Istora Senayan"                                            | Kim Jong-kook, Song Ji-hyo, Ha-ha, Lee Kwang-soo y Ji Suk-jin |
| 1 de noviembre de 2014                                      | Kuala Lumpur                                                | Malasia                                                     | "Stadium Negara"                                            | Kim Jong-kook, Song Ji-hyo, Ha-ha, Lee Kwang-soo y Ji Suk-jin |
| 29 de noviembre de 2014                                     | Singapur                                                    | Singapur                                                    | "The Star Performing Arts Centre"                           | Kim Jong-kook, Song Ji-hyo, Ha-ha, Lee Kwang-soo y Ji Suk-jin |

### 2015
| Race Start! Season 3-Running Man Special Tour 2015 | Race Start! Season 3-Running Man Special Tour 2015 | Race Start! Season 3-Running Man Special Tour 2015 | Race Start! Season 3-Running Man Special Tour 2015 | Race Start! Season 3-Running Man Special Tour 2015                         |
| Fecha                                              | Ciudad                                             | País                                               | Lugar de Encuentro                                 | Asistentes                                                                 |
| -------------------------------------------------- | -------------------------------------------------- | -------------------------------------------------- | -------------------------------------------------- | -------------------------------------------------------------------------- |
| 3 de julio de 2015                                 | Hong Kong                                          | Hong Kong                                          | "AsiaWorld–Expo"                                   | Todos los Miembros                                                         |
| 21 de agosto de 2015                               | Shanghai                                           | China                                              | "Mercedes-Benz Arena"                              | Todos los Miembros                                                         |
| 18 de septiembre de 2015                           | Chongqing                                          | China                                              | "Chongqing International Expo Center"              | Ji Suk-jin, Kim Jong-kook, Song Ji-hyo, Ha-ha, Lee Kwang-soo y Gary        |
| 23 de octubre de 2015                              | Beijing                                            | China                                              | "Capital Indoor Stadium"                           | Todos los Miembros                                                         |
| 30 de octubre de 2015                              | Shenzhen                                           | China                                              | "Shenzhen Bay Sports Center"                       | Kim Jong-kook, Song Ji-hyo, Ha-ha, Lee Kwang-soo, Ji Suk-jin y Gary        |
| 20 de noviembre de 2015                            | Nanjing                                            | China                                              | "Nanjing Olympic Sports Center Gymnasium"          | Kim Jong-kook, Song Ji-hyo, Ha-ha, Lee Kwang-soo, Ji Suk-jin y Gary        |
| 11 de diciembre de 2015                            | Wuhan                                              | China                                              | "Wuhan Gymnasium"                                  | Kim Jong-kook, Song Ji-hyo, Ha-ha, Lee Kwang-soo, Yoo Jae-suk y Ji Suk-jin |

### 2017
| Race Start! Season 4 - Running Man Fan Meeting 2017 | Race Start! Season 4 - Running Man Fan Meeting 2017 | Race Start! Season 4 - Running Man Fan Meeting 2017 | Race Start! Season 4 - Running Man Fan Meeting 2017        | Race Start! Season 4 - Running Man Fan Meeting 2017                                      |
| Fecha                                               | Ciudad                                              | País                                                | Lugar de Encuentro                                         | Asistentes                                                                               |
| --------------------------------------------------- | --------------------------------------------------- | --------------------------------------------------- | ---------------------------------------------------------- | ---------------------------------------------------------------------------------------- |
| 10 de febrero de 2017                               | Taipéi                                              | Taiwan                                              | "Taipei Nangang Exhibition Center"                         | Kim Jong-kook, Song Ji-hyo, Ha-ha, Lee Kwang-soo y Ji Suk-jin Gary (invitado especial)   |
| 18 de febrero de 2017                               | Macao                                               | Macao                                               | "Cotai Arena, The Venetian Macao"                          | Kim Jong-kook, Song Ji-hyo, Ha-ha, Lee Kwang-soo y Ji Suk-jin                            |
| 11 de marzo de 2017                                 | Bangkok                                             | Tailandia                                           | "Thunder Dome, Muang Thong Thani"                          | Kim Jong-kook, Song Ji-hyo, Ha-ha, Lee Kwang-soo y Ji Suk-jin                            |
| 25 de marzo de 2017                                 | Hong Kong                                           | Hong Kong                                           | "AsiaWorld-Expo"                                           | Kim Jong-kook, Song Ji-hyo, Ha-ha, Lee Kwang-soo y Ji Suk-jin                            |
| 22 de abril de 2017                                 | Selangor                                            | Malasia                                             | "The Mines International Exhibition And Convention Centre" | Kim Jong-kook, Song Ji-hyo, Ha-ha, Lee Kwang-soo, Ji Suk-jin y Skull (invitado especial) |
| 7 de julio de 2017                                  | Melbourne                                           | Australia                                           | "Plenary MCEC"                                             | Kim Jong-kook, Song Ji-hyo, Ha-ha, Lee Kwang-soo y Ji Suk-jin                            |
| 9 de julio de 2017                                  | Sydney                                              | Australia                                           | "Hordern Pavilion"                                         | Kim Jong-kook, Song Ji-hyo, Ha-ha, Lee Kwang-soo y Ji Suk-jin                            |

### 2018
| Running Man Live in Taipei | Running Man Live in Taipei | Running Man Live in Taipei | Running Man Live in Taipei         | Running Man Live in Taipei                                                                            |
| Fecha                      | Ciudad                     | País                       | Lugar de Encuentro                 | Asistentes                                                                                            |
| -------------------------- | -------------------------- | -------------------------- | ---------------------------------- | --- |
| 6 de octubre de 2018       | Taipei                     | Taiwán                     | "Taipei Nangang Exhibition Center" | Yoo Jae-suk, Ha-ha, Song Ji-hyo, Kim Jong-kook, Ji Suk-jin, Lee Kwang-soo, Yang Se-chan y Jeon So-min |

### 2019
| Keep On Running – Live in Hong Kong | Keep On Running – Live in Hong Kong | Keep On Running – Live in Hong Kong | Keep On Running – Live in Hong Kong | Keep On Running – Live in Hong Kong                                                                   |
| Fecha                               | Ciudad                              | País                                | Lugar de Encuentro                  | Asistentes                                                                                            |
| ----------------------------------- | ----------------------------------- | ----------------------------------- | ----------------------------------- | --- |
| 2 de febrero de 2019                | Hong Kong                           | Hong Kong                           | "World Expo Arena"                  | Yoo Jae-suk, Ha-ha, Song Ji-hyo, Kim Jong-kook, Ji Suk-jin, Lee Kwang-soo, Yang Se-chan y Jeon So-min |

### 2020
El 11 de junio de 2020 se anunció que el programa realizaría una transmisión en vivo para comunicarse directamente con los espectadores, para celebrar su 10.º aniversario, la transmisión será realizada el 12 de julio de 2020.

### 2021
En julio de 2021 se anunció a través de la cuenta oficial en redes sociales del programa que se realizaría una reunión de fanes ese mismo año. También se anunció que como medida de prevención contra el COVID-19 la reunión con fanes sería llevada a cabo en línea el 5 de septiembre del mismo año a las 7:00pm KST. Las entradas estarán disponibles a partir del 16 de julio a la 1:00p.m. KST en INTERPARK, GOTIX, LOKET, SM TICKETS, THAITICKET MAJOR y TICKETBOX. La plataforma de transmisión en vivo del evento será a través de TikTok.
Al evento asistirán Kim Jong-kook, Ha-ha, Song Ji-hyo, Ji Suk-jin, Yang Se-chan y Jeon So-min.

## Comercialización
El programa ha realizado mercancía disponible a la venta desde el 2015. Los productos van desde stickers, calcetines, sombreros, camisas y zapatos.
El 26 de mayo del 2015 un proyecto especial llamado "Running Man Challenge" fue realizado en colaboración con "ROOY", una platarforma de calzado, su objetivo principal fue que los fanes realizaran un diseño en un zapato que unificara y coordinara a los miembros del elenco, se realizaron 777 presentaciones y en junio del mismo año el diseño realizado por el fan Noh Seung-soo fue seleccionado para ser el diseño oficial de los zapatos. Los zapatos salieron a la venta el 22 de febrero del 2016.
En 2016 "Running Man" colaboró con la NBA para hacer sombreros y camisas especiales por su aniversario no. 300.